# 의령 금란계안
의령 금란계안(宜寧 金蘭稧案)은 부산광역시 금정구 부산대학교에 있는 조선시대 의령군 부림면 지역에서 시행된 동약을 기록한 동안의 필사 원본을 모아 엮은 선장본이다. 2018년 3월 27일 부산광역시의 유형문화재 제191호로 지정되었다.

## 개요
부산대학교 도서관 소장의 '의령 금란계안' 12책은 일부 내용의 탈락과 결권 1권이 있지만, 17세기 초기부터 20세기까지 지금의 의령군 부림면 지역에서 시행된 동약을 기록한 동안의 필사 원본을 모아 엮은 선장본으로 보존상태가 양호하며, 다양한 종이 종류의 제작기술과 공급형태, 서체 등을 진단할 수 있는 원천자료로 서지학적 가치를 가진 다. 300여 년 동안 해당 지역사회에 생활하면서 향촌사회의 운영을 주도한 조직체계 및 운영형태와 함께 해당 인물들의 실체, 인적 연계망, 거주공간, 출신성분, 개명(改名)실태, 당대 역사인식, 그리고 주도층의 성씨집단 등 다양한 역사적인 사실을 밝힐 수 있는 핵심적인 원천자료이기도 하다.
특히 이 필사본은 현존하는 유일본이므로 희소성에서도 상징적 가치를 확보하고 있다고 할 수 있다. 따라서 부산대학교 도서관 소장의 󰡔의령 금란계안󰡕 12책은 부산광역시 유 형문화재로 지정하여 자료적 가치를 보존하는 것이 바람직하다.

## 참고 문헌
- 의령 금란계안 - 국가유산청 국가유산포털